# Mort de Mohammed Sinwar
La Mort de Mohammed Sinwar survient le 13 mai 2025 lorsque des frappes aériennes israéliennes touchent le complexe de l'hôpital européen de Gaza (en) à Khan Younès, dans la bande de Gaza, et ses environs, tuant au moins 28 personnes, dont le chef du Hamas à Gaza, et en blessant au moins 40 autres,,. Israël affirme que l'attaque a atteint d'autres membres du Hamas et que les cibles se trouvent dans un tunnel sous l'hôpital lui-même.

## Bombardements
Le 13 mai 2025, à 18 h 19, des avions de combat de l'armée de l'air israélienne larguent simultanément au moins neuf bombes anti-bunker parmi des dizaines d'autres munitions, touchant la cour et les environs de l'hôpital européen de Gaza à Khan Younès, qui est l'un des plus grands établissements médicaux de Gaza et abrite des palestiniens déplacés aux côtés de ses patients et de son personnel,. Elle est décrite par CNN comme "l'une des plus importantes frappes à Gaza ces dernières semaines", et est la deuxième attaque israélienne mortelle qui touche un hôpital ce jour-là, après une attaque qui a touché l'hôpital Nasser et tué deux personnes. Selon un témoin, le bombardement "commence de tous les côtés de l'hôpital" et dure près d'une demi-heure.
Des vidéos de la scène des frappes montrent de larges panaches de fumée au-dessus de la zone. BBC Verify identifie au moins 13 endroits où des dégâts se produisent, et rapporte que deux frappes détruisent une route menant à l'hôpital, et une autre détruit un espace herbeux entre deux bâtiments de l'hôpital. Au moins six cratères se forment dans la zone, y compris à l'entrée des urgences et la voie d'accès de l'hôpital, provoquant l'ensevelissement de plusieurs véhicules. Le sol s'effondre dans la zone qui est frappée, suggérant l'existence d'un complexe souterrain. Un témoin se souvient avoir vu le sol "se fendre et engloutir des gens". Des dégâts importants sont signalés à l'entrée de l'hôpital, et un témoin affirme que chaque service du bâtiment subit des dommages à la suite des attaques. Le directeur de l'hôpital, Imad al-Hout, déclare que les frappes paralysent l'hôpital, coupent son approvisionnement en eau, endommagent les murs et les canalisations et conduisent à l'évacuation de la majorité des 200 patients de l'hôpital.
Des membres du personnel de l'Organisation mondiale de la santé sont postés à l'hôpital pour évacuer les patients, ce dont les Forces de défense israéliennes (FDI) ont été informées à l'avance, mais l'OMS ne reçoit aucun avertissement concernant les attaques, et un bus destiné à être utilisé par l'organisation pour transférer les patients est endommagé.
L'armée israélienne n'émet aucun avertissement ni ordre d'évacuation, ce qui, selon l'avocat britannique Geoffrey Nice (en), pourrait être contraire au droit international humanitaire, car les hôpitaux bénéficient d'une protection particulière et doivent être avertis d'une attaque imminente. Le juriste Lawrence Hill-Cawthorne, de l'Université de Bristol, déclare que même si un complexe du Hamas se trouve sous l'hôpital, les attaques ne seront légales que si des avertissements suffisants sont donnés aux civils concernant une attaque imminente, et que les dommages civils anticipés sont proportionnels à l'avantage militaire attendu par Israël (ce qui, selon lui, est "difficile à imaginer").
Après les premières frappes, les drones israéliens restent dans la zone, maintenant le siège de l'hôpital pour empêcher la récupération des blessés. Deux membres de la Défense civile palestinienne sont blessés dans une frappe de drone quadricoptère alors qu'ils s'approchent de l'hôpital. Al Jazeera rapporte que six autres frappes ont lieu dans la zone de l'hôpital le lendemain, dont une frappant un bulldozer dans la cour.

### Cible
Des sources de sécurité israéliennes déclarent que le chef du Hamas Mohammed Sinwar est la cible de la frappe, bien que l'armée israélienne elle-même ne confirme pas l'identité de la cible. Le plan israélien d'assassiner Sinwar a été élaboré six mois auparavant, mais est reporté à plusieurs reprises. Sinwar prend la direction de l'aile militaire du groupe après l'assassinat de Mohammed Deif en juillet 2024, et devient le chef de facto du groupe après que son frère, Yahya Sinwar, soit tué par les forces israéliennes en octobre. Des rapports ultérieurs de sources de la défense israélienne émettent l'hypothèse qu'un certain nombre d'autres hauts commandants du Hamas pourraient également se trouver dans le tunnel, notamment le chef de sa brigade de Rafah, Muhammad Shabana (en),.
Dans une déclaration commune, Tsahal et le Shin Bet déclarent que la frappe vise des militants du Hamas dans un centre de commandement et de contrôle sous l'hôpital. Tsahal diffuse ensuite des images montrant un tunnel découvert par la frappe, bien que la vidéo montre des images de l'école de Jénine, adjacente à l'hôpital. L'unité du porte-parole de Tsahal (en) déclare plus tard que le tunnel s'étend jusqu'à l'hôpital, sans fournir de preuves. Asharq al-Awsat rapporte que les attaques touchent plusieurs entrées de tunnel pour assurer la mort de ses occupants, même s'ils ne sont pas directement touchés. Le tunnel contient un centre de commandement et une salle de conférence, qui sont utilisés par Sinwar pour gérer le Hamas depuis la mort de Yahya Sinwar.
Les frappes sont approuvées "en temps réel" par le Premier ministre israélien Benyamin Netanyahou, le ministre de la Défense Israël Katz et le chef d'état-major général Eyal Zamir, qui y voient une "opportunité immédiate" après avoir découvert qu'aucun otage israélien ne se trouvent dans la zone. Selon la chaîne israélienne Channel 12, Sinwar voyage régulièrement avec une "ceinture d'otages" tout au long de la guerre pour dissuader les tentatives d'assassinat israéliennes, mais pour des raisons obscures, il entre dans le tunnel sans escorte d'otages.
Le média israélien Walla! (en) rapporte que l'armée israélienne découvre une "information précieuse" qui lui permet d'estimer l'heure à laquelle les dirigeants militaires du Hamas, y compris Sinwar, tiendront une réunion dans le tunnel. Le Wall Street Journal rapporte que la réunion a eu lieu entre de hauts responsables du Hamas pour discuter des pourparlers de cessez-le-feu avec Israël, et qu'elle est contraire aux protocoles de sécurité du groupe en rassemblant plusieurs responsables de haut rang au même endroit, les rendant vulnérables aux attaques israéliennes.

## Victimes
Le ministère de la Santé de Gaza déclare que 28 personnes sont tuées dans les frappes et des dizaines sont blessées. Parmi les blessés se trouvent un journaliste indépendant qui travaille pour la BBC. Selon la Défense civile palestinienne, les corps sont éparpillés dans tout le complexe hospitalier, entravant les opérations de récupération. Les blessés sont transportés à l'hôpital Nasser, où le personnel médical est débordé.

### Victimes du Hamas
Le Hamas ne commente initialement pas les informations faisant état de sa mort, mais nie disposer de bases militaires dans l'hôpital, affirmant plutôt qu'Israël cherche à le mettre hors service. Le 18 mai, le ministre israélien de la Défense, Israël Katz, déclare que Sinwar a probablement été tué, et le Premier ministre Netanyahou fait des déclarations similaires le 21 mai. Le 28 mai, Netanyahou déclare que Sinwar a été tué lors d'un discours devant les députés de la Knesset.
Citant des "sources de factions basées à Gaza", Asharq al-Awsat rapporte que "l'emplacement contenait en fait un système de tunnels précédemment endommagé lors de la guerre de 2014". Il rapporte ensuite que les forces spéciales du Hamas récupèrent plusieurs corps dans le tunnel bombardé, dont celui de Sinwar, qui est temporairement enterré dans un lieu secret. Tous les compagnons de Sinwar présents dans le tunnel à ce moment-là sont également tués, y compris Shabana, un commandant de bataillon de la brigade de Rafah, et plusieurs commandants de terrain. Le rapport ajoute que Mahdi Kawarea, le commandant du secteur ouest de la brigade Khan Younès, est tué en entrant ou en sortant du tunnel. La chaîne saoudienne Al-Hadath (en) rapporte la mort de Sinwar et de Shabana selon ses propres sources, affirmant que le corps de Sinwar est récupéré avec dix de ses assistants,. L'armée israélienne nie cependant les informations selon lesquelles le corps de Sinwar a été retrouvé aux côtés de ses assistants dans un tunnel, et le haut responsable du Hamas, Osama Hamdan (en), nie que Sinwar a été tué, affirmant que des membres du Hamas dans la bande de Gaza lui ont dit qu'il est toujours en vie.
Le 13 mai 2025, selon un communiqué de l'armée israélienne daté du 8 juin 2025, Mohammed Sinwar est tué dans un bombardement israélien dans un tunnel sous la salle des urgences  de  l'hôpital européen de Gaza (en), à Khan Younès. Son corps y a été identifié.